# Paul Nobuo Tatsuguchi
Paul Nobuo Tatsuguchi (辰口信夫; Prefettura di Hiroshima, 31 agosto 1911 – Attu, 30 maggio 1943) è stato un chirurgo giapponese.
Viene a volte chiamato erroneamente Nebu Tatsuguchi.
Prestò servizio nell'esercito imperiale giapponese durante la seconda guerra mondiale e fu ucciso nelle ultime fasi della battaglia di Attu.
Studiò medicina e si diplomò in psicologia negli Stati Uniti d'America. Tornò in Giappone per esercitare la professione di medico a Tokyo, dove ebbe poi un addestramento alla scuola medica militare. Nel 1941 fu richiamato alle armi e arruolato come ufficiale medico. Tra il 1942 e il 1943 Tatsuguchi fu mandato sull'isola di Attu nell'arcipelago delle Aleutine, occupata dalle forze giapponesi nell'estate 1942. Dopo mesi di blocco aeronavale la guarnigione venne attaccata dalle forze statunitensi l'11 maggio 1943. Per tutto il corso della battaglia, Tatsuguchi tenne un diario dove descrisse i combattimenti e i suoi sforzi di curare i commilitoni feriti. Rimase ucciso alla fine dello scontro.
Il diario fu ritrovato dagli statunitensi e, tradotto in inglese, conobbe un'ampia diffusione negli Stati Uniti.

## Biografia

### Nascita
Il padre di Paul Nobuo Tatsuguchi, Suichi Tatsuguchi, viveva a Hiroshima prima di trasferirsi negli USA per "esplorare il mondo nuovo". Si iscrisse all'Heraldsburg College, più tardi rinominato Pacific Union College ad Angwin, California. Durante tale permanenza si fece battezzare alla Seventh-day Adventist Church. Terminati gli studi in odontoiatria all'università Arthur A. Dugoni School of Dentistry di San Francisco, nel 1907 Tatsuguchi tornò a Hiroshima come missionario medico. Infatti lavorò come dentista e contemporaneamente promosse la fondazione della chiesa avventista di Hiroshima. Sposò Sadako Shibata che, come lui, conosceva gli Stati Uniti e parlava un ottimo inglese, ed ebbero tre figli e tre figlie.
Il secondogenito, nato nel 1911, ebbe il nome inglese di "Paul" e quello giapponese di "Nobuo", ma a casa veniva chiamato anche "Joseph".

### Studi e matrimonio
Paul Nobuo Tatsuguchi frequentò la scuola secondaria di secondo grado a Hiroshima e il 2 marzo 1923 completò gli studi alla Travier English Academy. Paul viaggiò in California, si iscrisse al Pacific Union College nel 1929 e nel 1932 si laureò. L'improvvisa morte dei genitori avvenuta poco dopo costrinse Tatsuguchi a tornare in Giappone. Ma già nel 1933 è di nuovo in California dove frequentò il college di Medici Evangelisti alla Loma Linda University, completando gli studi nel 1937. Un suo compagno di studi, J. Mudry, che passò un anno con Tatsuguchi alla Loma Linda University disse:
(J.Mudry,compagno di classe di Tatsuguchi)

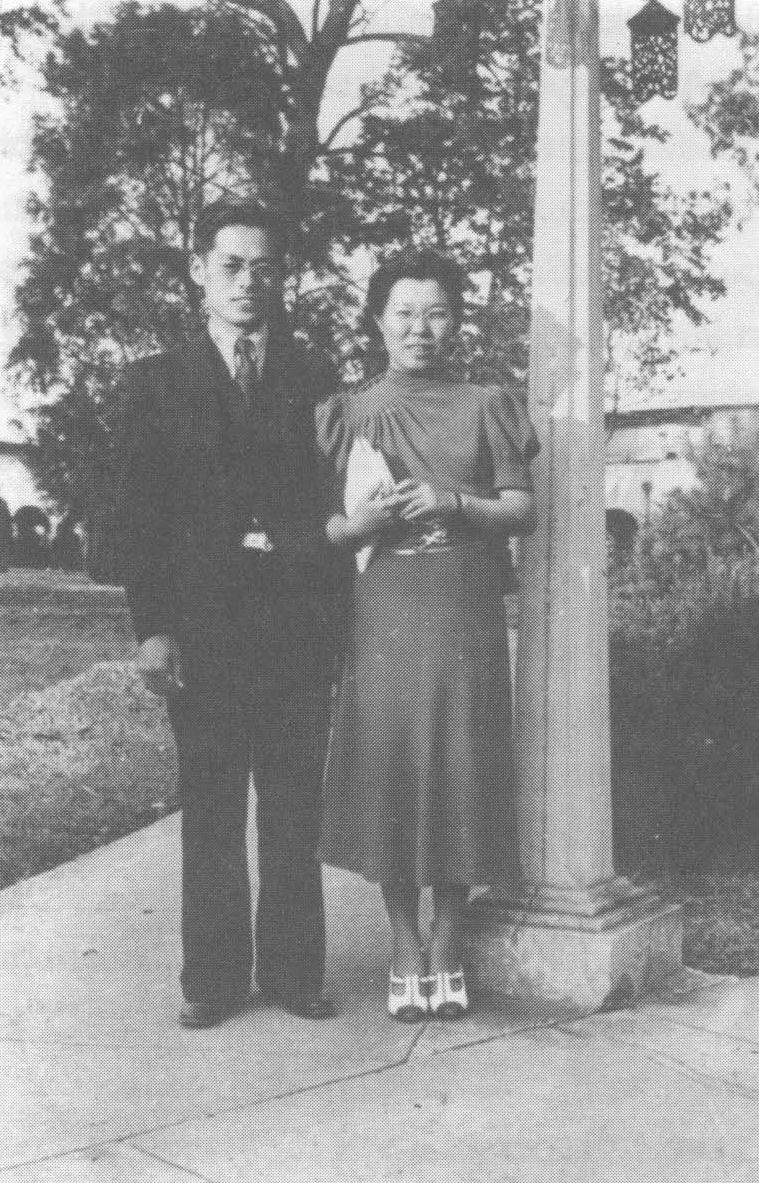
Paul e Taeko poco dopo il loro matrimonio nel 1938

L'8 settembre 1938 Tatsuguchi si laureò in medicina, aggiudicandosi anche una licenza medica per l'esercizio della professione in California. 
Nello stesso anno Tatsuguchi sposò un'amica d'infanzia, Taeko Miyake, anch'essa in California per motivi di studio. I genitori di Taeko erano missionari avventisti a Honolulu. 
Sempre nel 1938 ottenne un posto al Tokyo Adventist Sanitarium, istituzione che suo padre aveva contribuito a fondare nel 1928, e siccome si sarebbe in particolare occupato di pazienti malati di tubercolosi, Tatsuguchi decise di approfondire in quella direzione le sue conoscenze mediche frequentando alcuni corsi di specializzazione in California.
Paul e Taeko lasciarono definitivamente gli USA per il Giappone nel 1939.

### Servizio militare
A Tokyo, Tatsuguchi era consapevole delle tensioni tra Giappone e Stati Uniti: pur essendo un leale suddito del suo paese natìo, condivideva con Taeko l'amore per gli USA, dove avevano progettato di ritornare per viverci stabilmente. Tatsuguchi si concentrò nel suo lavoro di medico e con Taeko supportò varie iniziative promosse dalla Chiesa cristiana avventista del settimo giorno, di cui erano devoti membri. Nel 1940 nacque la loro prima figlia, Joy Misako.
All'inizio del 1941 Tatsuguchi ricevette la chiamata alle armi nell'esercito imperiale (1º reggimento della Guardia imperiale giapponese di Tokyo). Fu reclutato come soldato semplice e, pur rimanendo nella capitale, poté di rado visitare la sua famiglia. Misako, sua figlia, disse di questo periodo:
(Joy Misako)
Nel settembre 1941 Tatsuguchi entrò alla scuola medica dell'esercito. Si diplomò a ottobre e fu promosso a sergente maggiore, per poi rientrare nella Guardia nel corso del gennaio 1942. Nel frattempo, il 7 dicembre 1941 il Giappone era entrato in guerra a fianco delle Potenze dell'Asse con l'improvviso attacco di Pearl Harbor e la susseguente espansione militare nel Sud-est asiatico. A causa dei suoi trascorsi accademici, Tatsuguchi fu sempre visto con un certo sospetto dai propri superiori, che non gli concessero mai l'avanzamento di grado a ufficiale.
In un primo momento Tatsuguchi fu assegnato ai reparti in avanzata sul fronte del Pacifico sud-occidentale; poi venne trasferito alle unità sanitarie delle truppe impegnate nei combattimenti per le Indie orientali olandesi. Fu in questo periodo che Tatsuguchi cominciò a tenere un diario personale. Nel settembre 1942, quando gli eventi bellici cominciavano ad essere sfavorevoli al Giappone, Tatsuguchi apprese che sarebbe stato destinato nuovamente al settore del Pacifico sud-occidentale e precisamente alla piazzaforte nipponica di Rabaul, in Nuova Britannia; egli scrisse nel diario:
(Tatsuguchi)
Tatsuguchi raggiunse Rabaul il 4 ottobre 1942 ma solo per poco, se è vero che sua moglie affermò di essere stata raggiunta dal marito a Tokyo quello stesso mese, in attesa di riassegnazione. Tatsuguchi non poteva rivelare alla consorte (incinta del loro secondo figlio) dove sarebbe stato inviato, ma Taeko ricorda che lo vide consultare alcune cartine del Pacifico settentrionale. Egli fece comunque presente alla moglie che alla nuova destinazione avrebbe forse rivisto alcuni vecchi compagni di classe conosciuti in California.
Poche settimane dopo, Tatsuguchi fu trasferito su un altro fronte di guerra e un apposito ufficio dell'esercito imperiale spedì una spilla per capelli a Taeko. Quando infatti un soldato veniva inviato in un'area dove il rischio di perdere la vita era alto, l'esercito era solito distribuire spille alle famiglie per garantire un ricordo del congiunto se i suoi resti non fossero stati ritrovati: in questo modo era possibile per i parenti officiare un rito funebre dignitoso.

### Attu

#### Arrivo

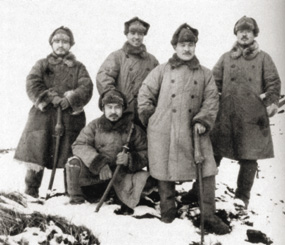
Ufficiali giapponesi di stanza ad Attu

All'inizio di giugno 1942, nell'ambito della Battaglia delle Midway, il Giappone inviò una squadra navale alle Aleutine. Il 7 giugno 1.800 uomini sbarcarono senza opposizione sulle due isole più occidentali, Attu e Kiska. A settembre Attu fu sgomberata ma poco dopo rioccupata: un reggimento dell'esercito proveniente dal Distaccamento del mare del nord (北海?, Hokkai), un distaccamento delle Kaigun Tokubetsu Rikusentai (le truppe da sbarco della marina imperiale giapponese) e unità ausiliarie cominciarono a sbarcare ad Attu dall'ottobre 1942. In poche settimane la guarnigione raggiunse una forza oscillante tra i 2.500 e i 2.900 effettivi. Pur non essendo chiara la data di arrivo ad Attu di Tatsuguchi, dato che la censura militare proibiva accenni a date e luoghi, tuttavia si può ragionevolmente presumere che egli sia giunto sull'isola tra il novembre 1942 e il gennaio 1943; comunque sappiamo che egli fu assegnato all'ospedale di difesa numero 5126 del Distaccamento del mare del nord.
A causa del blocco americano, il servizio postale tra l'isola e il Giappone diventò infrequente. Tatsuguchi ricevette da Taeko diversi pacchetti contenenti vivande e anche unguenti per proteggere la pelle dalle rigide temperature invernali delle Aleutine e quattro lettere di Tatsuguchi raggiunsero Taeko. Gli era proibito parlare della località in cui era in missione, ma Tatsuguchi scrisse del tempo, della bellezza del paesaggio nevoso e montagnoso intorno a lui, dei suoi successi nella pesca; la moglie lo informò invece che la loro seconda figlia, Laura Mutsuko, era nata a febbraio. Tatsuguchi rammentò a Taeko di suonare alle figlie musica classica. Non si sa se tenne un diario in questo periodo.

#### Battaglia di Attu
All'alba dell'11 maggio nella baia settentrionale di Holtz sbarcarono 1.000 soldati statunitensi e altri 2.000 misero piede a terra con facilità sulla costa meridionale; in totale gli Stati Uniti disponevano per l'attacco ad Attu di circa 12.000 uomini, organizzati nella 7ª divisione fanteria. Il comandante della guarnigione, colonnello Yasuyo Yamasaki, decise di concentrare i propri reparti sulle montagne mediante una ritirata strategica, sperando che le rigide condizioni climatiche rendessero difficile la progressione avversaria. Il diario di Tatsuguchi nella pagina del 12 maggio racconta il ripiegamento giapponese verso l'interno montuoso poco dopo lo sbarco americano. Scrisse semplicemente che furono
(diario di Tatsuguchi)

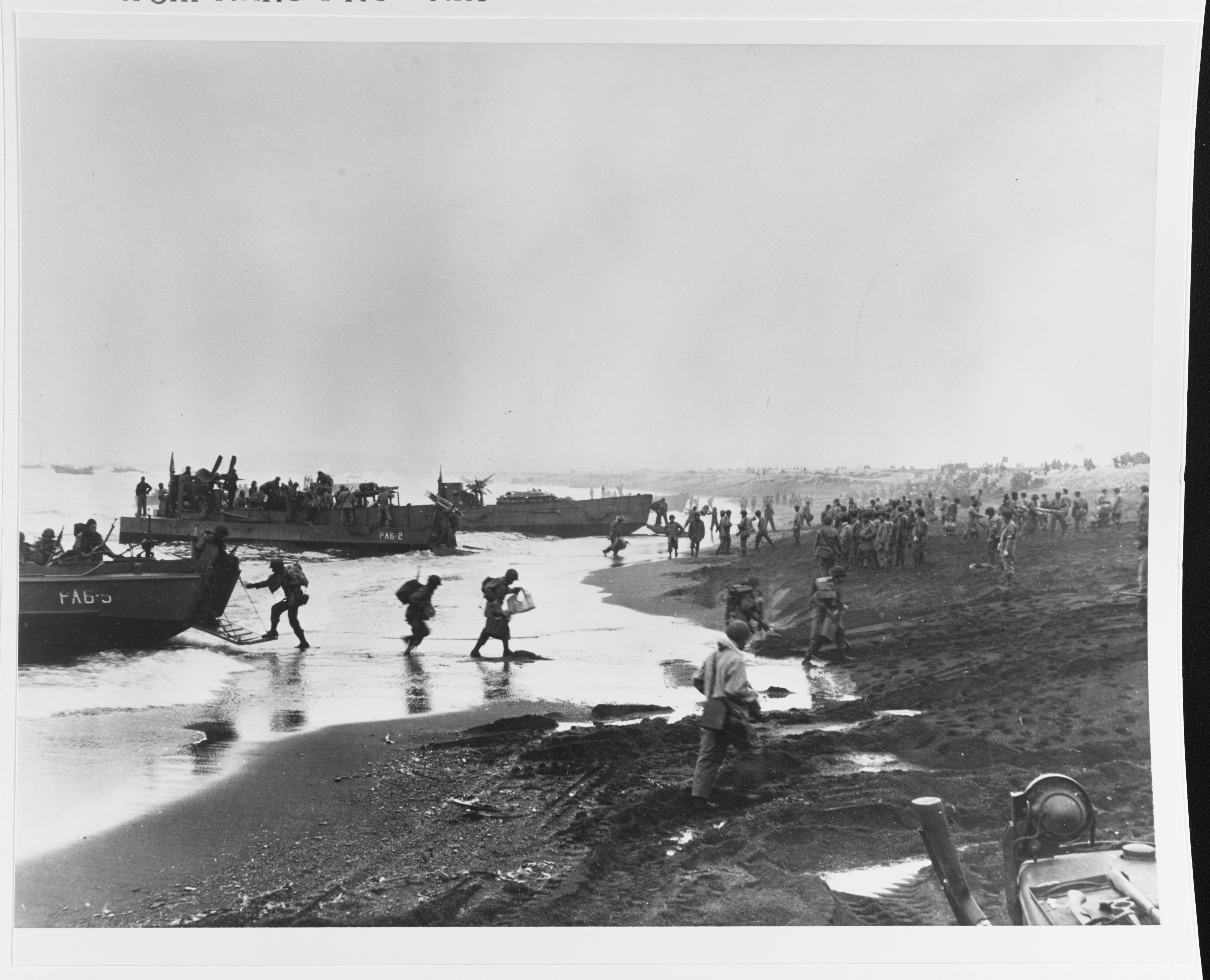
Soldati e mezzi statunitensi prendono terra sulle spiagge di Attu il 12 maggio 1943

Il 14 maggio l'artiglieria statunitense sparò salve di proietti fumogeni al fosforo sulle montagne per segnalare le posizioni nipponiche. Ma l'azione fu scambiata per un attacco con gas velenosi.
Tatsuguchi scrisse dei continui trasferimenti del suo ospedale mobile, da una caverna all'altra per sfuggire ai bombardamenti e al continuo avanzare americano. La pagina del 17 maggio recita:
(diario di Tatsuguchi)
Tatsuguchi riferisce costantemente degli intensi attacchi d'artiglieria e delle incursioni aeree statunitensi sulle fortificazioni; il 21 maggio annotò che era stato sorpreso da un cannoneggiamento mentre era intento ad amputare il braccio di un commilitone ferito; il 23 maggio riportò che "da un cannone navale, un colpo prese il palo portante di alcune tende che riparavano i feriti, le tende caddero e due uomini furono uccisi istantaneamente. Niente cibo per due giorni. Il 26 maggio Tatsuguchi scrisse che
(diario di Tatsuguchi)

#### Attacco finale e morte
Intorno al 28 maggio la guarnigione giapponese era stata ridotta a circa 1.000 uomini e sospinta in una piccola sacca, circondata dalle assai più numerose forze alleate. Poiché non arrivava nessun tipo di aiuto dal Giappone, il giorno successivo il colonnello Yamasaki decise di intraprendere un estremo attacco banzai per salvare l'onore dell'esercito e tentare di rompere le linee statunitensi, di lanciarsi verso le spiagge e impadronirsi delle batterie d'artiglieria per usarle sia contro le navi al largo sia contro le truppe alleate sull'isola. Le ultime annotazioni che Tatsuguchi appose sul diario contengono l'ordine di Yamasaki, le disposizioni adottate per i feriti e un messaggio d'addio alla famiglia:
(diario di Tatsuguchi)
.

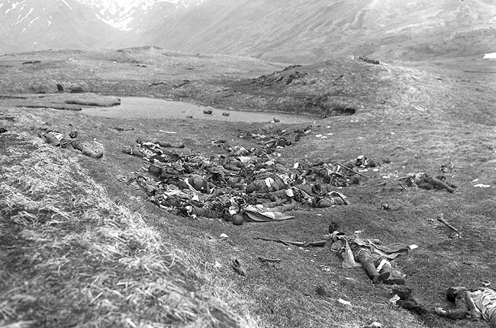
I cadaveri di alcuni soldati giapponesi giacciono davanti alle posizioni statunitensi dopo la carica suicida del 30 maggio

L'attacco fu lanciato nelle prime ore del 29 maggio: il furioso assalto colse completamente alla sprovvista gli statunitensi e ne penetrò le linee in profondità; alcuni uomini presi dal panico si dettero alla fuga; tuttavia le truppe in riserva dietro il fronte affluirono in tempo e seppero respingere i giapponesi, infliggendo loro gravi perdite (il colonnello Yamasaki morì durante questi scontri). La battaglia terminò il mattino successivo quando circa 500 giapponesi, sopravvissuti alla carica e rifluiti nell'interno dell'isola, preferirono suicidarsi con delle bombe a mano piuttosto che arrendersi; gsoltanto 27 giapponesi feriti si dettero prigionieri.
Ci sono due versioni sulla morte di Tatsuguchi. Secondo la prima, egli non partecipò all'attacco ma rimase nella caverna dove era sistemato l'ospedale da campo; più tardi quello stesso 30 maggio due soldati statunitensi, il sergente Charles W. Laird e John Hirn, raggiunsero la caverna. Tatsuguchi uscì tenendo una Bibbia in mano, andò loro incontro ed esclamò in inglese: "Non sparate! Sono cristiano!". Laird a quelle parole abbassò il fucile ma Hirn sparò a Tatsuguchi; Hirn si giustificò in seguito affermando che il vento e i rumori della battaglia avevano coperto la voce di Tatsuguchi e che aveva scambiato la Bibbia per un'arma.
La seconda fu raccontata da Laird nel 1984 a Laura e Taeko: Laird disse che era in tenda quando la carica giapponese sfondò le linee; un uomo corse alla sua tenda e lui gli sparò, accorgendosi solo dopo che era un soldato americano; poi arrivarono otto giapponesi che Laird uccise: uno di questi era Tatsuguchi. Laird dichiarò inoltre di aver rinvenuto il diario di Tatsuguchi assieme a un'agenda. J. Mudry e J. L. Whitaker, compagni di corso di Tatsuguchi alla Loma Linda University, erano divenuti ufficiali medici dell'US Army e parteciparono alla battaglia di Attu; Whitaker combatté anche durante la carica banzai e sopravvisse. Costoro rimasero scioccati quando appresero che il loro vecchio amico era sull'isola e che era morto negli ultimi feroci combattimenti.

## Diario
Dopo la morte di Tatsuguchi il suo diario scritto in giapponese, la sua Bibbia e un libro di indirizzi furono inviati al quartier generale della 7ª divisione (sezione intelligence). Il nisei (americano di genitori giapponesi) Yasuo Sam Umetani tradusse il diario il cui contenuto si diffuse velocemente tra le truppe statunitensi ad Attu. La notizia che un medico vissuto in America aveva preso parte alla battaglia con le forze nipponiche e la descrizione degli scontri dal punto di vista giapponese affascinò le truppe e gli ufficiali. Copie non autorizzate della traduzione di Umetani e di quelle successive, qualcuna con variazioni, andarono a ruba ad Attu e anche nelle basi alleate delle Isole Aleutine; navi civili da trasporto che operavano nella zona ottennero delle copie del diario che portarono negli USA, dove il diario conobbe subito l'interesse della stampa.
Il generale Simon Bolivar Buckner Jr., comandante dell'Alaska Defense Command ("Comando di Difesa dell'Alaska"), seppe del diario e fu subito interessato al passo dove Tatsuguchi scriveva con sorpresa che gli Stati Uniti usavano armi chimiche in battaglia. Buckner ordinò di mandare il diario al quartier generale e di confiscare tutte le copie della traduzione ma durante il trasporto il manoscritto sparì senza lasciar traccia. Nel settembre 1943 i servizi dell'ADC dichiararono che ormai la distribuzione della traduzione del diario era ormai fuori controllo.
Molti quotidiani statunitensi pubblicarono parti della traduzione, sottolineando che Tatsuguchi era cristiano e che poteva essere stato coinvolto nell'uccisione di alcuni pazienti; il Chicago Tribune il 9 settembre 1943 scrisse un articolo intitolato "Japs Slew Own Patients on Attu, Diary Discloses"; il Loma Linda School of Medicine Alumni Journal difese Tatsuguchi definendolo un medico gentile e premuroso, trascinato in una situazione incontrollabile, le cui azioni non violavano il suo credo religioso e neppure la professionalità medica.

## Legami familiari

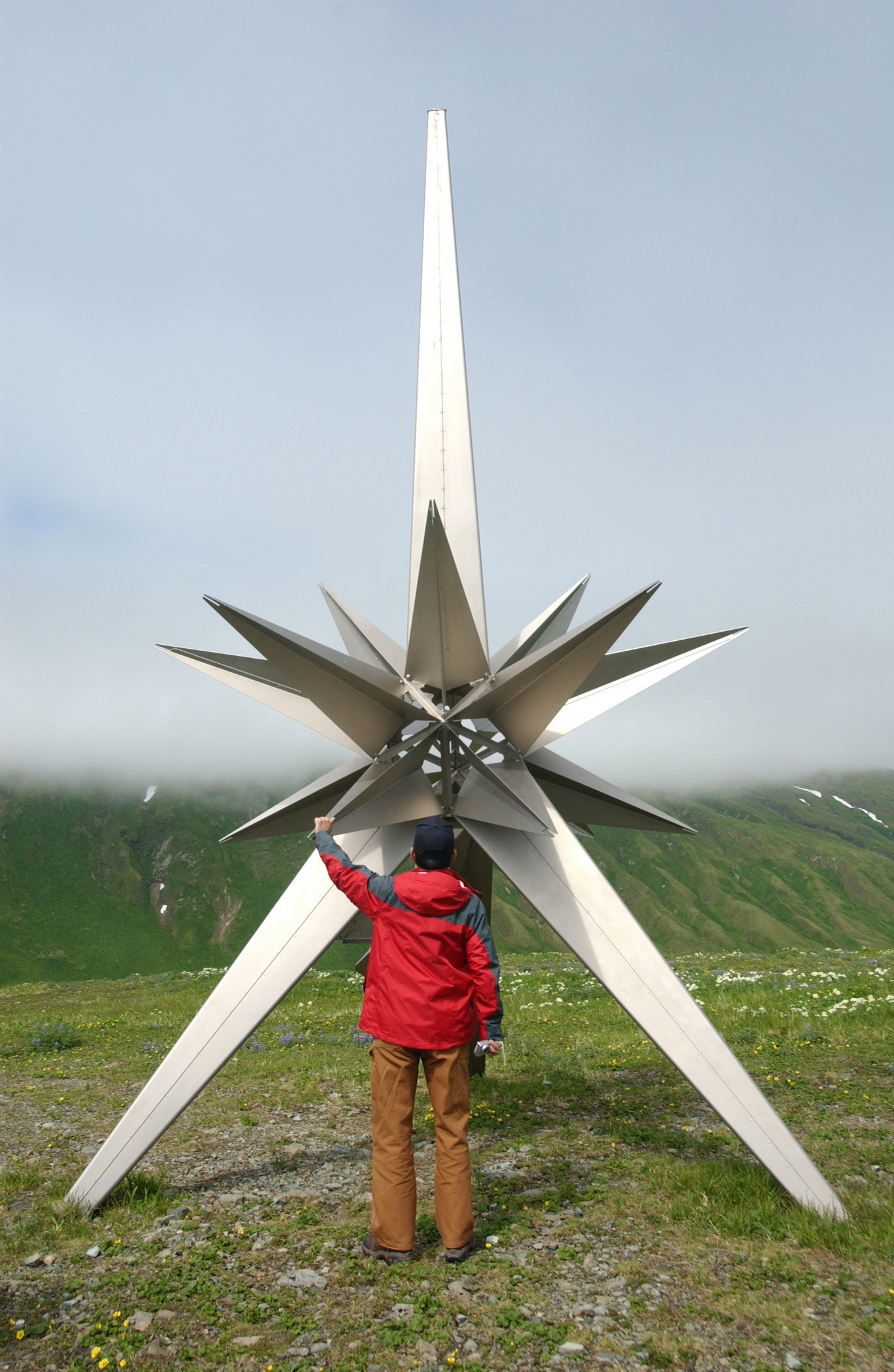
Il Monumento alla pace eretto dal governo giapponese sull'isola di Attu

Il governo giapponese informò Taeko della morte di Tatsuguchi nell'agosto 1943. Taeko e le due figlie sopravvissero al conflitto potendo contare su una modesta pensione di guerra e sul sostegno dei parenti: Taeko continuò a nutrire la speranza che il marito fosse ancora vivo e che pootesse un giorno ritornare. Alla fine della guerra, B. P. Hoffman, un docente di Tatsuguchi e amico di Taeko, andò a farle visita a Osaka dove si era trasferita; l'informò che aveva avuto un incontro con un agente dell'FBI perché era stato notato che il suo nominativo era appuntato nel libretto d'indirizzi: l'agente raccontò le circostanze della morte di Tatsuguchi a Hoffman, che egli riferì a Taeko. Solo così la donna accettò il fatto che suo marito era morto.
Dopo la guerra Taeko lavorò come segretaria e insegnante per le forze occupanti statunitensi. Nel 1954 emigrò con le figlie alle Hawaii, dove vivevano i suoi genitori; tutte ottennero la cittadinanza americana e le figlie divennero entrambe infermiere. Joy sposò in seguito un giapponese e così decise di tornare nel paese natale, mentre Laura si unì a un americano e si trasferì nei dintorni di Los Angeles, dove Taeko la raggiunse diversi anni più tardi. Nel 2005 affermò sulle pagine del Kyodo News che Tatsuguchi era stato un "fedele medico cristiano e un gentiluomo che si dedicava a Dio e alla comunità".
Nel maggio 1993 Laura raggiunse l'isola di Attu e tenne un discorso durante la commemorazione del cinquantesimo anniversario della battaglia. Nel suo discorso ella precisò:
(Laura Tatsuguchi)

### Pubblicazioni
- (EN) John Haile Cloe, The Aleutian Warriors: A History of the 11th Air Force and Fleet Air Wing 4, Missoula, Montana, Pictorial Histories Publishing Co. and Anchorage Chapter – Air Force Association, 1990, ISBN 0-929521-35-8, OCLC 25370916.
- (EN) Brian Garfield, The Thousand-Mile War: World War II in Alaska and the Aleutians, Fairbanks, University of Alaska Press, 1995  [1969], ISBN 0-912006-83-8, OCLC 33358488.
- Martin Gilbert, La grande storia della seconda guerra mondiale, 1989, ISBN 978-88-04-51434-3.
- *  Bernard Millot, La guerra del Pacifico, BUR, 1967, ISBN 88-17-12881-3.
- (EN) Otis Hays, Alaska's Hidden Wars: Secret Campaigns on the North Pacific Rim, University of Alaska Press, 2004, ISBN 1-889963-64-X.

### Web
- (EN) Edward R. Beauchamp, Imperial Navy doctor's wartime diary opens a window to the nation's past, su Japan Times, 22 novembre 2001. URL consultato il 4 maggio 2008.
- (EN) Sandi McDaniel, Searching for a Father on Attu for Daughter of WWII Japanese Medic, Island is Link to a Parent She Never Knew, su Anchorage Daily News, 16 luglio 1993. URL consultato il 4 maggio 2008 (archiviato dall'url originale il 22 aprile 2008).
- (JA) Tomoyuki Ōmura (大村 紀征?, Ōmura Tomoyuki), An honorable death of Attu:  Nobuo Tatsuguchi 's diary, su k3.dion.ne.jp. URL consultato il 4 maggio 2008 (archiviato dall'url originale il 16 maggio 2008).
- (EN) Takaki Tominaga, Postwar60: Japanese widow remembers husband killed in Battle of Attu, su Asian Political News, BNET, 15 agosto 2005. URL consultato il 4 maggio 2008 (archiviato dall'url originale il 17 maggio 2008).